# 的士判官
《的士判官》是1993年上映的一部香港驚慄電影，由邱禮濤執導，黃秋生主演。片中特別指責當時香港出租車司機素行不良問題，為香港當時的「奇案片」風潮中較具社會觀的一部作品。本片部份橋段參考自羅拔·迪尼路參演的1976年經典寫實電影《的士司機》。此电影有中高度的血腥、暴力画面、脏话以及不雅用语，根据香港电影分级制度以及香港电影条例被定为II级影片。

## 劇情
阿健是一位善良的白領上班族，並有一位懷孕的太太，原本過着幸福平靜的日子，但他太太卻因在流產時遇上拒載的的士司機，並被拖行了一段路而不治死亡，使得阿健變得消沉抑鬱。一日，阿健在酒醉回家途中，勒死了一位態度不良的的士司機，從那天之後，阿健開始尋找一些沒有職業道德的的士司機，並加以「制裁」，而他的制裁行動卻被他的警察朋友阿聰，及其拍檔阿哥懷疑……

## 演员
| 演员   | 角色           | 备注                                 | 粵語配音 |
| 黃秋生 | 張文健         | 原為保險從業員，後成為極端理想主義者 | 黃秋生   |
| 于榮光 | 啟聰           | 警察，張文健中學同學                 | 朱子聰   |
| 吳孟達 | 麥西哥         | 警察，暱稱「阿哥」                   | 吳孟達   |
| 朱茵   | 麥雪茵         | 記者，麥西哥女兒                     | 朱茵     |
| 黎海珊 | 李美珊         | 張文健妻                             |          |
| 陳輝虹 |                | 張文健上司                           |          |
| 范愛潔 |                | 妓女                                 |          |
| 龍天生 | 強大個         | 黑道大哥，張文健客戶                 |          |
| 林敬剛 | 阿明           | 警察                                 | 陳欣     |
| 麥啟聰 | 胖子           | 保險員                               |          |
| 林超榮 |                |                                      |          |
| 夏占士 |                |                                      |          |
| 胡楓   | 大隊長         | 警察                                 | 胡楓     |
| 陳啟棠 | 小黑           | 搶劫犯                               |          |
| 侯煥玲 | 阿婆（女乘客） |                                      | 黃鳳英   |
| 梁其禧 |                | 計程車司機                           |          |

## 其他
2006年巴士阿叔事件引發的創作風潮中，最著名的惡搞作就是將的士判官的海報修改成「巴士判官」。

### 相關參考及影響作品
《的士判官》的黃秋生因懷孕的太太被拒載的的士司機拖死，導致他的心情受到創傷，相關文學作品出現了一樣的情況：
- 詩人聞一多的作品《也许──葬歌》的創作背景為他的女兒立瑛突然夭折，让他始终不能相信这是个事实，即使在女儿下葬之后，也仍然觉得女儿只是进入了一次枕棺盖土的长眠。

另外，黃秋生因厭惡不守行規的卑劣行為而對那些開的士的下手，相關橋段後來多次於電影及劇集被模仿：
- 《陀槍師姐系列》的鮑國平（駱達華飾演）自命判官，連環性侵犯多位女性，並殺害部分受害者，當中包括陳三元（滕麗名飾演），最終墮樓自殺。
- 《拆彈專家2》的馬世軍（謝君豪飾演）看準了一批為世道所迫害的年輕人，成立極端組織「復生會」以煽惑他們以極端手法報復社會。由於主角潘乘風（劉德華飾演）曾於童年時對被欺凌的世軍出手相助，但世軍實為無政府主義者，對乘風加入警隊當拆彈專家感不滿，直至其拆彈時意外斷足，事後因思想偏激並公然辱警，兩人重逢時終萌下極端報復社會的思想，並策動「復生日」核生化襲擊，最終兩人同歸於盡。
- 《刑偵日記》的海藍（菊梓喬飾演）於童年時曾被欺凌，幸得Matt（王浩信飾演，葉勁峰之原人格）出手相救，但亦因此埋下日後反社會的伏線，長大後更招攬三位被欺凌的年輕人按照M（朱璣，葉勁峰之次人格）所創作的小說《血謎圖》的情節作案，又誘使Matt向其母（楊碧芯，惠英紅飾演）下毒（因楊曾企圖毒殺Matt兩兄妹）。與上述兩例不同，她於得悉Matt於直播中扛下控罪後，自己也決定自首。
- 《刑警》的石東昇（黃日華飾演）曾受15年冤獄之災，後終獲釋並與同袍米安定（苗僑偉飾演）一起共事，但石後發現香港司法制度仍未達到所謂的完善，更開始暗地執行私刑，並協助某些罪犯以做到他的替天行道的理念。與上述例子不同，石後來終於醒悟，決定自首。

更有一些作品是以上兩個橋段同一時間出現：
- 《隱形戰隊》的沈永基（黃子恆飾演，King之原人格）因在六年前他的母親沈婉清（吳香倫飾演）被王桂圓（張本立飾演）之同黨殺害，让他始终不能相信这是个事实，甚至患上雙重人格及妄想症，一直幻想自己與母親相依為命，於是決定使用大量炸彈向王桂圓同黨報復，最後在準備炸毀醫院時被警方隱形任務戰略部隊拘捕，并關進精神病院。

## 社會影響
- 香港部份的士司機的行爲，被大眾認爲普遍差劣時，有民眾會重提此電影，指電影內容依舊切中時弊。[1]

## 外部連結
- 香港影庫上《的士判官》的資料（繁體中文）
- 開眼電影網上《的士屠夫》的資料（繁體中文）
- 时光网上《的士判官》的資料（简体中文）
- 豆瓣电影上《的士判官》的資料 （简体中文）
- 爛番茄上《的士判官》的資料（英文）
- AllMovie上《的士判官》的资料（英文）
- 互联网电影数据库（IMDb）上《的士判官》的资料（英文）